# Генічеська міська територіальна громада
Генічеська міська громада — територіальна громада в Україні, в Генічеському районі Херсонської області. Адміністративний центр — місто Генічеськ.
Площа громади — 2021,9 км², населення — 58 331 мешканець (2020).

## Населені пункти
У складі громади 1 місто (Генічеськ), 9 селищ (Залізничне, Козацьке, Новоолексіївка, Ногайське, Привільне, Приозерне, Сиваш, Рикове і Таврійське) та 56 сіл:
- Азовське
- Атамань
- Бойове
- Велетнівка
- Веснянка
- Виноградний Клин
- Вікторівка
- Вільне
- Володимирівка
- Гайове
- Генічеська Гірка
- Гордієнківці
- Догмарівка
- Драгоманове
- Запорожець
- Зелений Гай
- Люблинка
- Макшіївка
- Малинівка
- Миколаївка
- Москаленка
- Мурашник
- Нова Праця
- Новий Азов
- Новий Мир
- Новий Труд
- Новогригорівка
- Новодмитрівка
- Новоєфремівка
- Новоіванівка
- Озеряни
- Олексіївка
- Павлівка
- Перекоп
- Петрівка
- Плавське
- Попівка
- Придорожнє
- Приморське
- Пробудження
- Пчілка
- Рівне
- Роздолля
- Салькове
- Семихатка
- Сергіївка
- Сокологірне
- Стокопані
- Стрілкове
- Херсонське
- Червоне
- Чернігівка
- Чонгар
- Щасливцеве
- Ярошик
- Ясна Поляна